# 41 Dywizja Piechoty (Cesarstwo Niemieckie)

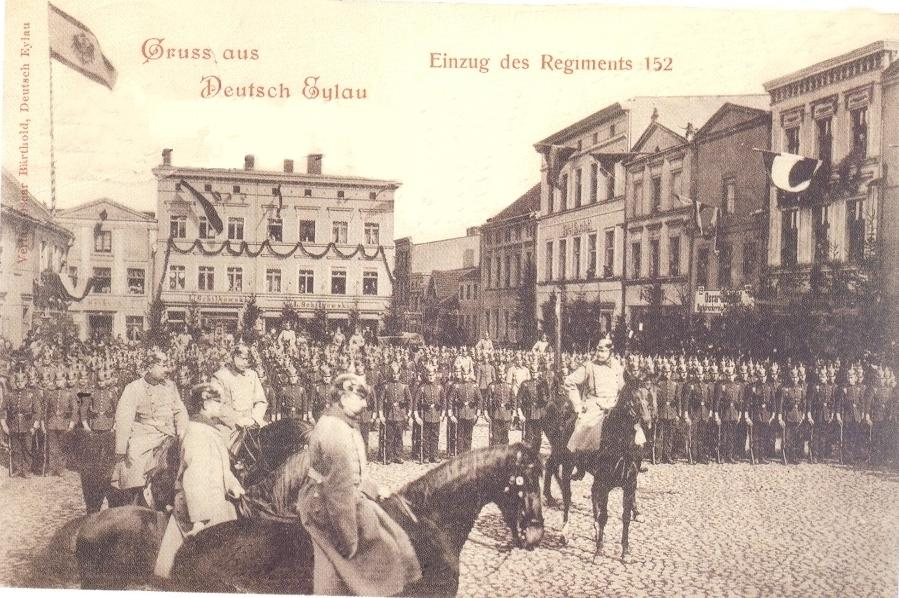
1899 r. Parada wojskowa 152 regimentu na rynku Starego Miasta w Iławie.

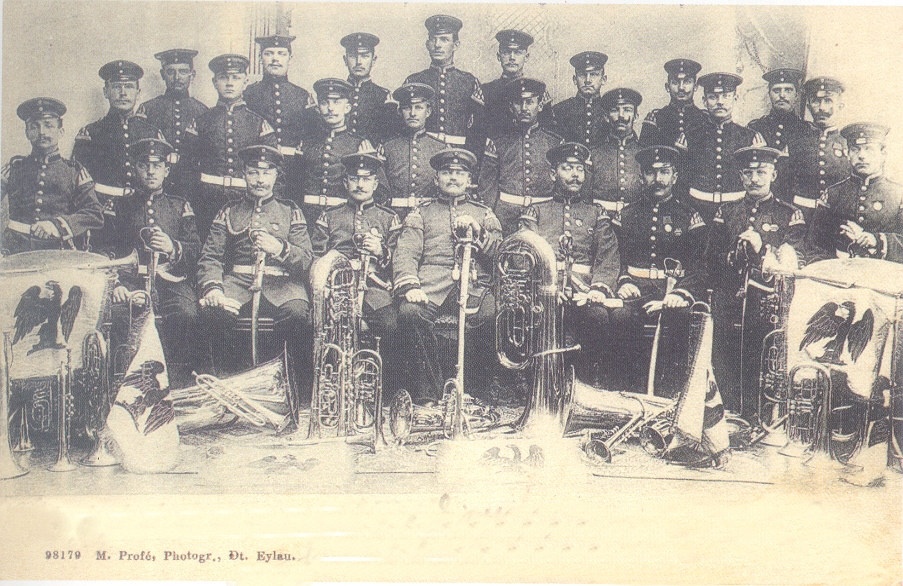
Orkiestra 35 regimentu artylerii w Iławie (1905]).

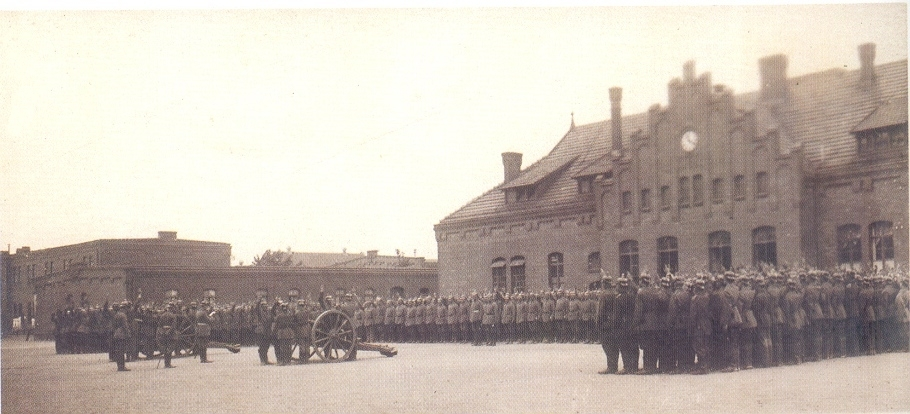
Koszary artylerii w Iławie w 1914. Plac ćwiczeń

41 Dywizja Cesarstwa Niemieckiego (niem. 41. Division (Deutsches Kaiserreich)) – niemiecki związek taktyczny okresu Cesarstwa Niemieckiego, stacjonujący w Iławie (Deutsch Eylau) w Prusach Zachodnich.
Dywizja istniała w latach 1912−1919, od 2 sierpnia 1914 r. pod nazwą: 41 Dywizja Piechoty (41. Infanterie-Division (Deutsches Kaiserrreich)). Wchodziła w skład XX Korpusu Armii Niemieckiej, a jej  dowódcą był między innymi gen. Hermann von Stein.

## Skład dywizji
2 sierpnia 1914
- 72 Brygada Piechoty (72. Infanterie-Brigade) – w Ostródzie (Osterode)
  - 18 Pułk Piechoty im. von Grolmann (1 Poznański) (Infanterie-Regiment von Grolmann (1. Posensches) Nr. 18) w Ostródzie (Osterode)
  - 59 Pułk Piechoty im. Barona Hillera von Gaertringen (4 Poznański) (Infanterie-Regiment Freiherr Hiller von Gaertringen (4. Posensches) Nr. 59) w Iławie (Deutsch Eylau) i Działdowie (Soldau)
- 74 Brygada Piechoty (74. Infanterie-Brigade) – w Malborku (Marienburg)
  - 148 Pułk Piechoty (5 Zachodniopruski) (5. Westpreußisches Infanterie-Regiment Nr. 148) – w Elblągu (Elbing), Bydgoszczy (Bromberg) i Braniewie (Braunsberg)
  - 152 Pułk Piechoty im. Zakonu Niemieckiego (1 Alzacki) (Deutsch Ordens-Infanterie-Regiment Nr. 152) – w Malborku (Marienburg) i Sztumie (Stuhm)
- 41 Brygada Kawalerii (41. Kavallerie-Brigade) – w Iławie (Deutsch Eylau)
  - 5 Pułk Kirasjerów im. Ks. Wirtembergii Fryderyka (Zachodniopruski) (Kürassier-Regiment Herzog Friedrich Eugen von Württemberg (Westpreußisches) Nr. 5) w Prabutach (Riesenburg), Suszu (Rosenberg in Westpreußen) i w Iławie (Deutsch Eylau)
  - 4 Pułk Ułanów im. von Schmidta (1 Pomorski) (Ulanen-Regiment von Schmidt (1. Pommersches) Nr. 4) w Toruniu (Thorn)
- 41 Brygada Artylerii Polowej (41. Feldartillerie-Brigade) – w Iławie (Deutsch Eylau)
  - 35 Pułk Artylerii Polowej (1 Zachodniopruski) (1. Westpreußisches Feldartillerie-Regiment Nr. 35) – w Iławie
  - 79 Pułk Artylerii Polowej (3 Wschodniopruski) (3. Ostpreußisches Feldartillerie-Regiment Nr. 79) – w Ostródzie